# Зіна Шрайбер
Зіна Шрайбер (нім. Syna Schreiber; нар. 20 листопада 1978) — колишня німецька тенісистка.
Найвищу одиночну позицію світового рейтингу — 152 місце досягла 17 листопада 1997, парну — 138 місце — 2 жовтня 2000 року.
Здобула 3 одиночні та 9 парних титулів туру ITF.

## Фінали ITF

### Одиночний розряд: 9 (3–6)
| турніри $100,000 |
| турніри $75,000  |
| турніри $50,000  |
| турніри $25,000  |
| турніри $15,000  |
| турніри $10,000  |

| Результат | Ранг | Дата            | Турнір                            | Покриття  | Суперниця       | Рахунок       |
| --------- | ---- | --------------- | --------------------------------- | --------- | --------------- | ------------- |
| Поразка   | 1.   | 31 січня 1994   | Рунгстед, Данія                   | Килим (i) | Бушевиця Оксана | 6–2, 6–7, 5–7 |
| Перемога  | 2.   | 27 травня 1996  | Барселона, Іспанія                | Ґрунт     | Ана Алькасар    | 6–3, 6–2      |
| Поразка   | 3.   | 27 липня 1997   | Росток, Німеччина                 | Ґрунт     | Зілке Маєр      | 3–6, 5–7      |
| Перемога  | 4.   | 19 жовтня 1997  | Фленсбург, Німеччина              | Килим (i) | Квета Пешке     | 6–4, 6–4      |
| Поразка   | 5.   | 25 червня 2000  | Сопот (Польща), Польща            | Ґрунт     | Клара Коукалова | 6–7(7–9), 3–6 |
| Поразка   | 6.   | 13 серпня 2000  | Гехінген (Цоллернальб), Німеччина | Ґрунт     | Зузі Лорманн    | 3–6, 6–1, 3–6 |
| Поразка   | 7.   | 14 травня 2001  | Единбург, Велика Британія         | Ґрунт     | Жофія Губачі    | 4–6, 4–6      |
| Поразка   | 8.   | 3 березня 2002  | Сандерленд, Велика Британія       | Килим (i) | Софія Арвідссон | 6–7, 5–3 ret. |
| Перемога  | 9.   | 23 березня 2003 | Ам'єн, Франція                    | Ґрунт (i) | Кім Кілсдонк    | 7–6(7–5), 6–2 |

### Парний розряд: 16 (9–7)
| Результат | Ранг | Дата              | Турнір                              | Покриття   | Партнерка         | Суперниці                               | Рахунок                 |
| --------- | ---- | ----------------- | ----------------------------------- | ---------- | ----------------- | --------------------------------------- | ----------------------- |
| Перемога  | 1.   | 5 серпня 1996     | Будапешт, Угорщина                  | Ґрунт      | Фружина Сіклосі   | Квета Пешке Яна Мацурова                | 6–2, 6–1                |
| Поразка   | 2.   | 28 жовтня 1996    | Единбург, Велика Британія           | Тверде     | Джоелл Шад        | Жулі Пуллен Лорна Вудрофф               | 3–6, 4–6                |
| Перемога  | 3.   | 16 лютого 1997    | Калі (місто), Колумбія              | Ґрунт      | Рейчел Макквіллан | Софія Празеріс Ларісса Шерер            | 6–2, 6–3                |
| Поразка   | 4.   | 15 червня 1998    | Сопот (Польща), Польща              | Ґрунт      | Маркета Кохта     | Ріта Куті-Кіш Анна Фелденьї             | 1–6, 6–7(4–7)           |
| Поразка   | 5.   | 18 липня 1999     | Пухгайм, Німеччина                  | Ґрунт      | Кірстін Фрає      | Светлана Кривенчева Ева Меліхарова      | 2–6, 4–6                |
| Поразка   | 6.   | 19 вересня 1999   | Оточець, Словенія                   | Ґрунт      | Мелані Шнелль     | Людмила Черванова Андреа Шебова         | 3–6, 4–6                |
| Перемога  | 7.   | 14 листопада 1999 | Рунгстед, Данія                     | Килим (i)  | Маркета Кохта     | Мія Буріч Ясмін Вер                     | 6–4, 7–6, 6–2           |
| Перемога  | 8.   | 9 квітня 2000     | Дінан (Кот-д'Армор), Франція        | Ґрунт      | Ванесса Генке     | Стефані Форец Патті ван Аккер           | 6–7(2–7), 6–4, 6–2      |
| Перемога  | 9.   | 17 вересня 2000   | Реджо-Калабрія, Італія              | Ґрунт      | Тетяна Ковальчук  | Андрея Ехрітт-Ванк Марія Паола Дзавальї | w/o                     |
| Поразка   | 10.  | 24 вересня 2000   | Майорка, Іспанія                    | Ґрунт      | Анжеліка Реш      | Ева Бес Алісія Ортуньйо                 | 4–6, 0–6                |
| Поразка   | 11.  | 30 жовтня 2000    | Кінгстон-апон-Галл, Велика Британія | Тверде (i) | Мія Буріч         | Жулі Пуллен Лорна Вудрофф               | 1–4, 4–1, 1–4, 4–5(4–7) |
| Поразка   | 12.  | 15 квітня 2001    | Дінан (Кот-д'Армор), Франція        | Ґрунт      | Ванесса Генке     | Елені Даніліду Кароліна Шнайдер         | 3–6, 6–7                |
| Перемога  | 13.  | 22 квітня 2001    | Желос, Франція                      | Ґрунт      | Ванесса Генке     | Ева Бес Лурдес Домінгес Ліно            | 6–2, 6–3                |
| Перемога  | 14.  | 3 лютого 2002     | Бельфор, Франція                    | Тверде (i) | Кірстін Фрає      | Маріна Каяццо Софі Лефевр               | 7–6(7–0), 6–4           |
| Перемога  | 15.  | 23 лютого 2003    | Бухен, Німеччина                    | Килим (i)  | Магда Міхалаке    | Леслі Буткевіч Кім Кілсдонк             | 6–2, 6–3                |
| Перемога  | 16.  | 7 квітня 2018     | Анталія, Туреччина                  | Ґрунт      | Ліза-Марі Мечке   | Петя Аршинкова Ґебрієла Михайлова       | 6–3, 6–1                |